# Prix Roberge
Le prix Roberge, de la fondation du même nom, est un ancien prix annuel de littérature créé en 1919 par l'Académie française et « attribué alternativement à un jeune poète n’ayant pas publié plus de deux volumes de vers, et à un jeune littérateur n'ayant pas publié plus de deux romans ».

## Liste des lauréats
- 1944 : Robert Morel pour L’Annonciateur et La Mère
- 1947 : Bruno Gay-Lussac pour Farandole
- 1948 : Anne Fontaine pour Poèmes
- 1951 : 
  - Jean-Émile Benech (1889-1975) pour Le chasseur dans son royaume
  - Irma Ichou pour La famille Ben Saïd
- 1955 : 
  - Aimé Blanc pour Le taureau par les cornes
  - Hélène Fortoul pour Mort et vif
  - Ry de La Torche pour 25.000 timbres pour une peau satinée
- 1957 : Djamila Debèche pour Aziza
- 1958 : Sylvain Monod pour Bleu outre-mer
- 1959 : Marie-Jeanne Trésar-Puvis pour La maîtresse africaine
- 1960 : 
  - Marie-Thérèse Garçon pour La Biquerie
  - Marcel Lagrafeuille pour Les derniers scieurs de long
- 1961 : 
  - Dominique de Roux pour Mademoiselle Anicet
  - Raoul Vergez (1908-1977) pour Les tours inachevées
- 1962 : Marie-Louise Vaissière (1910-1990) pour Une eau si vive
- 1963 : Alain Prévost pour Le chalutier Minium et Le peuple impopulaire
- 1964 : Denis Roche pour Récits complets
- 1965 : François Botti pour Frères de poussière
- 1966 : Mme Claude Syl pour L’étoile accrochée, La route montante
- 1967 : Jean-Noël Vuarnet pour La fiancée posthume
- 1968 : Irène Fouassier (1912-1994) pour Gerbe provençale
- 1969 : 
  - Christian Giudicelli pour Une leçon particulière
  - Michel Maurette pour L’Enfant des Loups
- 1970 : Pierre Fontan pour Ombre et clartés
- 1972 : 
  - Bruno Durocher pour Effacement du cercle
  - Hélène Sevestre pour Poèmes sauvages
- 1973 : Jean Montalbetti (1943-1987) pour La bouche de vérité
- 1974 : Charles Autrand pour La Laine et la Lune
- 1975 : Jean-Marie Rouart pour La Fuite en Pologne
- 1976 : Pierre Loubière (1913-1979) pour Poèmes à la craie
- 1977 : Marcel Passarini pour Bucoliques grecs
- 1978 : Serge Samarine (1924-1995) pour L’Abolition
- 1979 : 
  - Daniel Biga pour Oiseaux mohicans
  - Michelle Meyer pour Je te raconterai : 1) Mythes & traditions 2) Paroles pour le temps présent
- 1983 : Bernard Lamarche-Vadel pour Lisible pour M.
- 1984 : 
  - François Chapon pour Mystère et splendeur de Jacques Doucet (1853-1929)
  - Georges Suffert pour Saint-Fargeau/Ancy-le-Franc
- 1985 : Maurice Couquiaud (1930-....) pour Un plaisir d’étincelle...
- 1987 : Thierry de Cabarrus pour Le Fou d’amour
- 1989 : Jean-François Griblin (1939-....) pour Une odeur de paradis